# Rebatta
La rebatta, insieme al palet, al fiolet e allo tsan, è uno degli sport tradizionali valdostani. Gioco "in aria" definito "disciplina di lancio di palla con bastone", si gioca a squadre o nei campionati individuali: scopo del gioco è quello lanciare la pallina il più lontano possibile colpendola con una mazza.

## Nome
Il nome del gioco deriva dal verbo rebatì, che in patois valdostano significa rotolare o ruzzolare.

## Storia
La rebatta è un gioco popolare tradizionale che nasce in Valle d'Aosta in tempi antichi e, come il fiolet, deriva dalla lippa.
Secondo la tesi di Pierre Daudry, che riprende gli studi dell'etnologo Arnold van Gennep, gli sport popolari tradizionali come la rebatta sarebbero l'evoluzione di antichi rituali agropastorali trasformatisi nei secoli in giochi tradizionali, e che solo a partire dall'Otto-Novecento si sarebbero trasformati in sport veri e propri con regole scritte e maggiore professionalizzazione.
In quest'ottica, per un maggior rigore nel gioco e allo stesso tempo per tutelarlo tra le peculiarità del territorio da poco riconosciuto come autonomo, nel 1957 si costituisce all'interno della Federaxon Esports de notra tera l'Associazione Valdostana Rebatta (Asociachon Valdohtena Rebatta, in patois valdostano), organizzando un gioco che fino a quel momento era all'insegna dello spontaneismo.
Man mano che lo sport si organizza migliorano sia la tecnica degli atleti che le medie individuali: se nel 1981 il campione Orlando Frachey realizza una media di 11,51, nel 1996 Rudy Brun ottiene una media di 15,09.
Anche gli attrezzi di gioco seguono questa parabola evolutiva, e diventano sempre più standardizzati e ergonomici.

## Attrezzatura
Gli strumenti di gioco sono semplici:
- la pallina è detta rebatta e dà il nome al gioco; un tempo rigorosamente di legno, oggi può essere in metallo o in legno con chiodature per aumentarne il peso; deve avere un diametro di 3 cm
- la masetta o lèima è la mazza con cui si colpisce la rebatta: è in legno e si compone di due parti: la testa è detta maciocca[9] e il manico è detto semplicemente lo baton. La masetta ha una lunghezza che varia tra il metro e il metro e quaranta centimetri, e permette al giocatore di effettuare la toccata e la battuta.
- la fioletta o il levau è un supporto di legno dalla forma a pipa che serve da appoggio e da leva per la toccata della pallina.

## Giocatori e squadre
La squadra è composta da cinque giocatori più due riserve. L'iscrizione delle squadre deve essere fatta seguendo il criterio del quorum, ovvero alla somma delle medie, valide per il campionato in corso, dei cinque giocatori in campo. I valori del quorum per ogni categoria sono determinati con delibera del consiglio direttivo della specialità.
Seppure si giochi sia a squadre che nei campionati individuali il gioco è prevalentemente un gioco individuale, intendendo con ciò che in campo c'è sempre un solo giocatore per volta e i punteggi e le categorie sono legati ai singoli giocatori, mentre i punteggi della squadra ne costituiscono una somma aritmetica.

## Categorie
I giocatori sono classificati in cinque categorie in base alle medie individuali di battuta, calcolate conteggiando i risultati ottenuti in tutte le manifestazioni ufficiali della stagione.
I valori di riferimento sono i seguenti:
PRIMA categoria: media uguale o superiore a punti 11,00
SECONDA categoria:media uguale o superiore a punti 9,00;
TERZA categoria: media uguale o superiore a punti 7,25;
QUARTA categoria: media uguale o superiore a punti 5,50;
QUINTA categoria: media inferiore a punti 5,50

## Regole del gioco

### Campionato individuale
Il campionato regionale individuale è organizzato a turno da ogni Sezione dell'Associazione Valdostana Rebatta. I giocatori partecipano nella categoria individuata dalla media del campionato a squadre a cui ha partecipato l'anno precedente. (art. 56)
I premiati dovranno gareggiare l'anno successivo nella categoria superiore.

### Campionato a squadre
Nel campionato a squadre giocano 5 giocatori per squadra.
La squadra che vince l'incontro riceve due punti in classifica, quella che perde zero. Vince il girone o il Campionato la squadra che totalizza più punti, se c'è parita è previsto lo spareggio. (art. 26)

### Campo di gioco e battuta

Schema del campo di gioco

Trattandosi di territori di montagna e di un gioco tradizionale, il regolamento precisa che il campo di gioco deve essere "possibilmente pianeggiante" e che "sul campo non ci dovranno essere nel limite del possibile ostacoli".
Il campo regolamentare ha una forma a lisca di pesce ed è diviso in settori circolari distanziati minimo 15 m l'uno dall'altro e individuati da tre raggi che convergono nello spazio della battuta detto plase.
Per la terza e quarta categoria il campo ha un raggio minimo di 180 m di lunghezza (se il giocatore lancia la rebatta fino a questa lunghezza ottiene 12 punti), mentre per la prima e seconda categoria deve raggiungere i 195 m di lunghezza (corrispondenti a 13 punti).
La larghezza minima dell'arco ai 12 punti del campo è di 70 metri.
Lo spazio della battuta detto plase e deve misurare 3x3 m, di modo da permettere la posizione ottimale di tiro per ogni giocatore. Quando il giocatore tira, la rebatta cade in un settore del campo di gioco a cui corrisponde il punteggio realizzato nel turno di battuta. Se la rebatta cade fuori dal campo sono previste possibilità di assegnazione del punto, ma concordato dai capitani e dai marquapuoin. Se la rebatta cade su una linea tra un settore e l'altro si assegna il punteggio del settore inferiore. Lo spazio alle spalle della plase non è considerato spazio di gioco.
L'azione della battuta si compone della toccata, un primo movimento in cui il giocatore colpisce la fioletta con la masetta, facendola alzare dalla rebatta su cui era stata posta, e la battuta vera e propria, ossia l'azione del giocatore di colpire con la masetta la rebatta sospesa in aria dopo la toccata per lanciarla il più lontano possibile sul campo di gioco. Le due azioni si svolgono a pochi secondi l'una dall'altra, in un movimento fluido, ma vengono tenute distinte perché il regolamento prevede alcuni casi in cui si possa ripetere il lancio a seconda di come si sono svolte le fasi della toccata e della battuta.
Se la rebatta si rompe durante il lancio il giocatore decide se ribattere o se accettare il punteggio realizzato dal pezzo di rebatta che è arrivato più lontano dal punto della battuta.
Il regolamento specifica che:

## Sezioni

Diffusione della rebatta nella Valle d'Aosta (dati aggiornati al 2011)

Le Sezioni dell'Associazione Valdostana Rebatta coincidono con i comuni di residenza dei giocatori e indicano di fatto il territorio in cui è praticato ufficialmente il gioco e in cui si svolgono i campionati. Le sezioni aderenti all'Associazione sono (dati 2011): Aosta, Aymavilles, Bionaz, Charvensod, Cogne, Doues, Gignod, Gressan, Jovençan, Introd, Ollomont, Pollein, Sarre, Valpelline.

## Campionati
Come nello tsan il campionato regionale si svolge in primavera e in autunno. I campionati sono divisi per categorie (I, II, III, IV) e sono individuali o a squadre, a cui si aggiunge il trofeo delle età.

### Albo d'oro campionato individuale[13]
| Anno | Championnat individuel | Sezione    |
| ---- | ---------------------- | ---------- |
| 1957 | Renzo Curtaz           | Chevrot    |
| 1958 | Renzo Curtaz           | Chevrot    |
| 1959 | Renzo Curtaz           | Chevrot    |
| 1960 | Renzo Curtaz           | Chevrot    |
| 1961 | Alberto Bondaz         | Valpelline |
| 1962 | Renzo Curtaz           | Chevrot    |
| 1963 | Francesco Cottino      | Gressan    |
| 1964 | Renzo Curtaz           | Chevrot    |
| 1965 | Renzo Curtaz           | Chevrot    |
| 1966 | Ezio Cottino           | Gressan    |
| 1967 | Silvio Truc            | Gressan    |
| 1968 | Riccardo Bornaz        | Chevrot    |
| 1969 | Orlando Frachey        | Gressan    |
| 1970 | Onorato Montrosset     | Jovençan   |
| 1971 | Aurelio Bianquin       | Charvensod |
| 1972 | Martino Brun           | Charvensod |
| 1973 | Riccardo Bornaz        | Chevrot    |
| 1974 | Riccardo Bornaz        | Chevrot    |
| 1975 | Riccardo Bornaz        | Chevrot    |
| 1976 | Orlando Frachey        | Gressan    |
| 1977 | Orlando Frachey        | Gressan    |
| 1978 | Bruno Nex              | Doues      |
| 1979 | Bruno Nex              | Doues      |
| 1980 | Aldo Cottino           | Gressan    |
| 1981 | Orlando Frachey        | Gressan    |
| 1982 | Bruno Nex              | Doues      |
| 1983 | Tivo Voyat             | Chevrot    |
| 1984 | Mario Vevey            | Ollomont   |
| 1985 | Bruno Nex              | Doues      |
| 1986 | Ovidio Glassier        | Ollomont   |
| 1987 | Bruno Nex              | Doues      |
| 1988 | Fabrizio Viérin        | Charvensod |
| 1989 | Vilmo Impérial         | Chevrot    |
| 1990 | Bruno Nex              | Doues      |
| 1991 | Bruno Nex              | Doues      |
| 1992 | Paolo Pieropan         | Gressan    |
| 1993 | Bruno Nex              | Doues      |
| 1994 | Vilmo Impérial         | Chevrot    |
| 1995 | Paolo Pieropan         | Gressan    |
| 1996 | Paolo Pieropan         | Gressan    |
| 1997 | Rudy Brun              | Pollein    |
| 1998 | Alex Voyat             | Chevrot    |
| 1999 | Pierangelo Quendoz     | Jovencan   |
| 2000 | Paolo Pieropan         | Gressan    |
| 2001 | David Nex              | Doues      |
| 2002 | Fabrizio Viérin        | Charvensod |
| 2003 | Rudy Brun              | Pollein    |
| 2004 | David Nex              | Doues      |
| 2005 | Andrea Bonato          | Charvensod |
| 2006 | David Nex              | Doues      |
| 2007 | David Nex              | Doues      |
| 2008 | Rudy Brun              | Jovencan   |
| 2009 | David Nex              | Doues      |
| 2010 | Rudy Brun              | Charvensod |
| 2011 | David Nex              | Doues      |
| 2012 | Rudy Brun              | Jovencan   |
| 2013 | Terence Tessarin       | Jovencan   |
| 2014 | David Nex              | Doues      |
| 2015 | David Nex              | Doues      |
| 2016 | Terence Tessarin       | Jovencan   |
| 2017 | Terence Tessarin       | Jovencan   |
| 2018 | Eugenio Pinelli        | Chevrot    |

### Albo d'oro campionato a squadre - Champion d'été[14]
| Anno | Championnat d'été  | Sezione    |
| ---- | ------------------ | ---------- |
| 1990 | Orlando Frachey    | Gressan    |
| 1991 | Pierangelo Quendoz | Jovençan   |
| 1992 | Rudy Brun          | Chevrot    |
| 1993 | Pierangelo Quendoz | Jovençan   |
| 1994 | Pierangelo Quendoz | Jovençan   |
| 1995 | Pierangelo Quendoz | Jovençan   |
| 1996 | Pierangelo Quendoz | Jovençan   |
| 1997 | Pierangelo Quendoz | Jovençan   |
| 1998 | Sergio Letey       | Valpelline |
| 1999 | Alex Voyat         | Chevrot    |
| 2000 | Rudy Brun          | Pollein    |
| 2001 | Piero Bionaz       | Jovençan   |
| 2002 | Pierangelo Quendoz | Jovençan   |
| 2003 | David Nex          | Doues      |
| 2004 | David Nex          | Doues      |
| 2005 | Rudy Brun          | Pollein    |
| 2006 | Fabrizio Viérin    | Charvensod |
| 2007 | Pierangelo Quendoz | Jovençan   |
| 2008 | David Nex          | Doues      |
| 2009 | David Nex          | Doues      |
| 2010 | Andrea Bonato      | Charvensod |
| 2011 | Pierangelo Quendoz | Jovençan   |
| 2012 | David Nex          | Doues      |
| 2013 | David Nex          | Doues      |
| 2014 | Rudy Brun          | Jovençan   |
| 2015 | Rudy Brun          | Jovençan   |
| 2016 | David Nex          | Doues      |
| 2017 | François Ansermin  | Doues      |
| 2018 | David Nex          | Doues      |

### Albo d'oro campionato a squadre - Trofeo autunnale[14]
| Anno | Sezione                     |  |
| ---- | --------------------------- |  |
| 1976 | Jovençan                    |  |
| 1977 | Gressan                     |  |
| 1978 | Gressan                     |  |
| 1979 | Gressan                     |  |
| 1980 | Gressan                     |  |
| 1981 | Valpelline                  |  |
| 1982 | Doues                       |  |
| 1983 | Doues                       |  |
| 1984 | Ollomont                    |  |
| 1985 | Doues                       |  |
| 1986 | Ollomont                    |  |
| 1987 | Doues                       |  |
| 1988 | Chevrot                     |  |
| 1989 | Chevrot                     |  |
| 1990 | Chevrot                     |  |
| 1991 | Doues                       |  |
| 1992 | Chevrot                     |  |
| 1993 | Chevrot                     |  |
| 1994 | Chevrot                     |  |
| 1995 | Chevrot                     |  |
| 1996 | Charvensod                  |  |
| 1997 | Charvensod                  |  |
| 1998 | Charvensod                  |  |
| 1999 | Doues                       |  |
| 2000 | non assegnato per alluvione |  |
| 2001 | Pollein                     |  |
| 2002 | Pollein                     |  |
| 2003 | Charvensod                  |  |
| 2004 | Gressan                     |  |
| 2005 | Doues                       |  |
| 2006 | Charvensod                  |  |
| 2007 | Doues                       |  |
| 2008 | Jovençan                    |  |
| 2009 | Jovençan                    |  |
| 2010 | Valpelline                  |  |
| 2011 | Ollomont                    |  |
| 2012 | Doues                       |  |
| 2013 | Gressan                     |  |
| 2014 | Ollomont                    |  |
| 2015 | Charvensod                  |  |
| 2016 | Doues                       |  |
| 2017 | Jovençan                    |  |
| 2018 | Doues                       |  |